# Мінський район
Мі́нський райо́н (біл. Мінскі раён, біл. тарашк. Менскі раён, Mienski rajon) — адміністративна одиниця Білорусі, Мінська область.
Район межує з Молодечнєнським, Вілейським, Логойським, Смолевицьким, Червенським, Узденським, Пуховицьким, Дзержинським і Воложинським районами Мінської області Білорусі.

## Адміністративний поділ
В Мінському районі налічується 370 населених пунктів, з них Заславль —  місто. 

## Географія
Ліси (третина території району) поширені повсюдно, переважають соснові. В Мінському районі за 21 км на північ від Мінська розташована Лиса Гора, друга за висотою точка Білорусі (висота 342 м).
| Білорусь | Це незавершена стаття з географії Білорусі. Ви можете допомогти проєкту, виправивши або дописавши її. |